# Naturwissenschaftliches Arbeiten
Mit dem baden-württembergischen Bildungsplan 2004 wurden als eine der wesentlichsten Neuerungen der Bildungsplanreform für Realschulen die klassischen naturwissenschaftlichen Schulfächer Biologie, Chemie und Physik durch den Fächerverbund Naturwissenschaftliches Arbeiten (NWA) ersetzt, der neben Mathematik, Sprachen und Wahlpflichtfächern Kernfach ist.
Bis Klasse 7 erfolgt der Unterricht in NWA üblicherweise integrativ, das heißt ein Lehrer unterrichtet die gesamte Klasse. In Klasse 8 und 9 erfolgt meist die Trennung in NWA-Chemie, NWA-Biologie und NWA-Physik. In Klasse 10 steht dann Projektunterricht auf dem Programm. In allen Klassenstufen wird nur eine Note für den Fächerverbund NWA erteilt.
Die Jahreswochenstundenzahl für NWA beträgt 24 Stunden. Dadurch ist der naturwissenschaftliche Bereich im Vergleich zum Bildungsplan von 1994 deutlich aufgewertet worden. Das NWA-Konzept wurde zu einem Zeitpunkt entwickelt, als das schlechte Abschneiden deutscher Schüler in den Naturwissenschaften bei der PISA-Studie noch nicht bekannt war, jedoch waren bei der zuvor Mitte der 1990er durchgeführten TIMS-Studien bereits deutliche Defizite in der naturwissenschaftlichen Grundbildung aufgefallen.
In NWA geht es um eine naturwissenschaftliche Grundbildung, in deren Zentrum naturwissenschaftliche Methoden stehen. Dabei kommt stets auch das Prinzip der Arbeitsorientierung zum Tragen, denn NWA will ein explizit praktischer Fächerverbund sein, was in der Betonung des Begriffs „Arbeiten“ zum Ausdruck kommt. Den zentralen Prinzipien von NWA "Natur und Phänomene direkt erfahren", "Eigenes Experimentieren", "Eigenes Recherchieren", "Kooperieren und Kommunizieren", "Eigenes Reflektieren und Verstehen" sowie die Entwicklung eines "einheitlich strukturierten Begriffssystem" sind Feinmethoden (zum Beispiel Dokumentieren und Präsentieren, Beobachten, Untersuchen, Messen etc.) sowie Feinkompetenzen (zum Beispiel Den eigenen Körper verstehen, Quantifizieren, Kausalitäten erkennen und beschreiben, den Energiebegriff verstehen und anwenden etc.) zugeordnet.
Ein Ziel der NWA-Bildungsstandards ist die Fähigkeit der Schüler, „aus Belegen Schlussfolgerungen (zu) ziehen, um Entscheidungen zu verstehen und zu treffen, die die natürliche Welt und die durch menschliches Handeln an ihr vorgenommenen Veränderungen betreffen.“

## Kritik
Die erfolgreiche Umsetzung von NWA an den Schulen wird in der Praxis durch zu geringe Stundenzuweisungen für die Schulen seitens der Schulaufsicht gefährdet. Der Umfang der bereitgestellten Teilungsstunden entspricht nicht den anfangs in den Hochglanzbroschüren des Kultusministeriums vorgestellten Konzepten, dies ist angesichts der Bedeutung von Schülerversuchen nicht nur bezüglich der Qualität des Unterrichts fraglich, sondern angesichts von bis zu 33 experimentierenden Schülern und fachfremd unterrichtenden Lehrern (s. u.) auch ein gravierendes Sicherheitsproblem.
Auch zukünftig erfolgt keine Lehrerausbildung für NWA, bis einschließlich Klasse 7 wird aber der gesamte Unterricht von einem Lehrer integrativ erteilt, so dass die meisten NWA unterrichtenden Lehrer nur in einem der Fächer Biologie, Chemie und Physik ausgebildet sind.
Weitere Kritik kommt von Seiten der Industrie. Viele Betriebe können mit der Sammelnote NWA nichts anfangen, weil sie beispielsweise vor allem an Leistungen in einem der Teilfächer Chemie oder Physik interessiert sind.
Probleme bereitet auch der Projektunterricht in Klasse 10, denn trotz Projektarbeit sind die Schulen verpflichtet mehrere Klassenarbeiten zu schreiben.
Von Seiten der beruflichen Gymnasien, der Elternschaft und der GEW wird die fehlende Kompatibilität von NWA mit den Naturwissenschaften in den beruflichen Gymnasien beklagt. Die daraus resultierende mangelhafte Anschlussfähigkeit führte im Koalitionsvertrag zwischen BÜNDNIS 90/DIE GRÜNEN und der SPD Baden-Württemberg 2011 – 2016 zum Eingeständnis: „Der Bildungsplan für die Realschule muss so verbessert werden, dass er mit dem des beruflichen Gymnasiums kompatibel ist.“
Im aktuellen Bildungsplan von Baden-Württemberg (ab 2016) ist der Fächerverbund NWA wieder aufgelöst. An seine Stelle tritt in Klasse 5 und 6 der Fächerverbund Biologie, Naturphänomene und Technik (BNT), bestehend aus Biologie, Physik, Chemie und Technik. Ab Klasse 7 werden die Naturwissenschaften wieder in den Einzelfächern Physik, Chemie und Biologie unterrichtet. Das Experiment NWA gilt somit als gescheitert.